# 1988年カルガリーオリンピックの西ドイツ選手団
1988年カルガリーオリンピックの西ドイツ選手団（1988ねんカルガリーオリンピックのにしドイツせんしゅだん）は、1988年2月13日から2月28日までカナダのカルガリーで開催された1988年カルガリーオリンピックの西ドイツ選手団、およびその競技結果。

## 概要
今大会は金メダル2個、銀メダル4個、銅メダル2個の計8個のメダルを獲得した。
ノルディック複合では、今大会から団体戦が正式種目となり、 トーマス・ミュラー＆ハンス＝ペーター・ポール＆フーベルト・シュワルツの西ドイツチームが金メダルを獲得した。

## メダル
| メダル | 選手名                                                                                | 競技             | 種目              |
| ------ | ------------------------------------------------------------------------------------- | ---------------- | ----------------- |
| 金     | マリナ・キール                                                                        | アルペンスキー   | 女子滑降          |
| 金     | トーマス・ミュラー ハンス＝ペーター・ポール フーベルト・シュワルツ                    | ノルディック複合 | 男子団体          |
| 銀     | フランク・ヴェルンドゥル                                                              | アルペンスキー   | 男子回転          |
| 銀     | クリスタ・キンスホーファー                                                            | アルペンスキー   | 女子大回転        |
| 銀     | エルンスト・ライター シュテファン・ヘック ペーター・アンゲラー フリッツ・フィッシャー | バイアスロン     | 男子4×7.5kmリレー |
| 銀     | ゲオルク・ハックル                                                                    | リュージュ       | 男子1人乗り       |
| 銅     | クリスタ・キンスホーファー                                                            | アルペンスキー   | 女子回転          |
| 銅     | トーマス・シュワプ ウォルフガング・シュタウディンガー                                 | リュージュ       | 男子2人乗り       |